# Howard William Kennard
Howard William Kennard (23 marca 1878, Brighton - 12 listopada 1955), dyplomata brytyjski, poseł w Jugosławii (1925-29), poseł w Sztokholmie (1929-31), poseł w Bernie (1931-35), ambasador w Polsce (1935-39) i przy Rządzie RP na uchodźstwie (1939-1941). 
Rycerz Orderu św. Michała i św. Jerzego 1929, Rycerz Wielkiego Krzyża Orderu Imperium Brytyjskiego  1938.